# Изола Д'Арбја (Сијена)
Изола Д'Арбја је насеље у Италији у округу Сијена, региону Тоскана.
Према процени из 2011. у насељу је живело 1060 становника. Насеље се налази на надморској висини од 174 м.